# Sedum rosthornianum
Sedum rosthornianum là một loài thực vật có hoa trong họ Crassulaceae. Loài này được Diels miêu tả khoa học đầu tiên năm 1900.